# Будущее одной иллюзии
Будущее одной иллюзии (нем. Die Zukunft einer Illusion) — одна из поздних работ Зигмунда Фрейда, опубликованная им в 1927 году. Работа посвящена причинам происхождения и особенностям религиозных верований с точки зрения психоанализа.

## Издания
Работа была впервые опубликована в «Международном психоаналитическом журнале» (нем. Internationaler Psychoanalytischer Verlag) в 1927 году. В 1930 году она была впервые переведена на русский язык под названием «Будущность одной иллюзии» основателем Русского психоаналитического общества Иваном Ермаковым. После 1930 года, когда в Советской России начались гонения на психоанализ, работа в СССР официально не издавалась до перестройки. Уже тогда она была повторно переведена на русский язык Владимиром Бибихиным.
Работа выдержала множество переизданий и переводилась на большое количество языков.

## Место книги среди работ Фрейда
«Будущее одной иллюзии» является одной из поздних работ Фрейда, опубликованных после 1920 года, которые относят к последнему периоду в развитии им своего учения. В этот период он несколько отходит от объяснения всех аспектов психики проявлениями сексуальных инстинктов, дополнив его идеями о влечении к смерти, разрушению.
Книга во многом перекликается с написанной немного позднее, в 1929 году, работой «Недовольство культурой», посвящённой общему анализу человеческой культуры и социума. В ней автор часто отсылает читателя к «Будущему одной иллюзии». Основные идеи «Будущего одной иллюзии» получили своё развитие в книге «Моисей и монотеизм», сборнике статей Фрейда, изданном в 1939 году, незадолго до его смерти 23 сентября.

## Содержание

### Культура и культурные запреты
В начале книги автор касается общих проблем социума и цивилизации, причин возникновения правил и догм. Автор выделяет две стороны цивилизации (в терминологии автора — культуры): с одной стороны, познания и навыки, позволяющие людям преодолевать разрушительные силы природы и создавать материальные блага для удовлетворения своих потребностей, и с другой стороны, правила и запреты, нужные для систематизации человеческих взаимоотношений, в особенности при распределении материальных благ. Автор утверждает, что каждому человеку присущи разрушительные и антиобщественные тенденции, которые становятся определяющими для поведения многих людей. Например, большинство людей не обладают врождённой тягой к труду, и неспособны ограничить свои желания, согласившись с доводами разума. По этой причине институты цивилизации могут поддерживаться только с определённой долей принуждения.
Культура, согласно Фрейду, навязывается возражающему большинству меньшинством, использующим различные средства принуждения. Автор считает, что в основе цивилизации лежит принуждение к труду и отказ от первичных позывов. Это, в свою очередь, обязательно вызывает недовольство тех, кто страдает от этого. Поэтому, в каждой культуре обязательно должны присутствовать средства защиты культуры: способы принуждения и способы примирения человека с культурными ограничениями.
Культурные ограничения автор делит на два вида: те, которые затрагивают всех, и те, которые относятся только к определённым группам людей. Те, которые затрагивают всех, являются наиболее древними, врождёнными и создают основу отрицательной реакции на культуру. Такие запреты по мере развития психики людей вызывают отказ от первичных позывов и, таким образом, переход от внешнего ограничения к внутреннему, в терминологии автора, включение его в сверх-Я. Это делает людей из противников культуры носителями. Те запреты, которые относятся только на определённые классы общества, наоборот, провоцируют зависть к другим классам и общее недовольство культурой.
Кроме внутреннего усвоения культурных запретов, в психологическом арсенале культуры есть также система идеалов, творения искусства и религиозные верования. Они компенсируют недовольство, вызванное запретами.
Подробнее эти вопросы Фрейд рассматривает в «Недовольстве культурой».

### Причины возникновения религий
Смысл религиозности заключается в том, что она компенсирует ощущение беспомощности перед грозными силами природы. Первым этапом развития религиозных верований, согласно автору, является очеловечивание сил природы, в результате чего люди могут реагировать на них своими действиями. Люди продолжают быть беззащитными, но перестают чувствовать себя парализованными беспомощностью перед безличными силами. Силы природы при этом приобретают характер не просто людей, а «отцов», они делаются богами. Повторяя опыт детства, люди и боятся «отца», и надеются на его покровительство и защиту.
Со временем знания о силах природы лишают их антропоморфности. Но ни беспомощность людей, ни тоска по отцовскому началу никуда не деваются, и это является причиной сохранения богов. По мнению Фрейда, боги выполняют три задачи: примирения с грозной природой, примирения с горькой судьбой (в особенности с фактом смерти) и компенсируют страдания, вызванные культурными запретами.
С течением времени боги окончательно отделяются от природы, и их основной функцией становится мораль. Задача религиозных верований переносится на компенсацию несовершенств культуры, причиняемых ею лишений, на контроль соблюдения культурных запретов, подсчёт проступков. Культурные запреты приобретают божественное происхождение. Кроме того, компенсируя беспомощность людей, появляются религиозные представления о том, что мир добр и устроен разумно, что жизнь не кончается после смерти, и другие.

### Критика религий. Заключение о целесообразности отказа от религий для человечества
Вторая половина книги посвящена критике религии. Полемизируя с воображаемым оппонентом, автор подводит читателя к выводу о целесообразности постепенного отказа от религии в человеческом обществе.
То, что религиозные верования не могут быть подтверждены объективным образом, их противоречие опыту и логике, увеличение роли рациональности в человеческой культуре, по мнению Фрейда, приведут к утрате религией своего значения. В результате отхода от религиозной морали широких масс могут наступить деструктивные последствия, однако нахождение других оснований морали и пересмотр роли религии в культуре поможет их избежать. Автор показывает разумность оснований культурных ограничений для существования социума, и противопоставляет их религиозной морали, по мнению автора, неустойчивой, в силу грядущей потери влияния. Сравнивая религию с подростковым неврозом, Фрейд полагает, что она должна быть преодолена в процессе общечеловеческого развития.
Фрейд, однако, допускает, что относительно будущего религии он может ошибаться, так как его выводы во многом основаны на предположениях.

## Отношение Фрейда к религии
Фрейд был убежденным атеистом. К религии он подходит, занимая сциентическую позицию. Фрейд полагает, кроме создания идеалов, во всём остальном научное мировоззрение может успешно соперничать с религией. Он считает необходимым заменить религиозное воспитание на развивающее интеллект и основанное на научном мировоззрении.
В переписке с Фрейдом Ромен Роллан утверждал, что религиозность в нём особое «океаническое» чувство вечности, чего-то бескрайнего, безграничного. Фрейд, однако, отмечал, что у него отсутствует такое «океаническое» чувство, хотя и признавал его наличие у других.
В «Будущем одной иллюзии» Фрейд в основном критически отзывается о религии, характеризуя её, как социальную иллюзию, и даже как особую форму коллективного невроза, которая является, «по-видимому, самым главным из психических изобретений цивилизации». Он приходит к выводу, что все религиозные верования являются «иллюзиями, неподверженными доказательствам».